# Heteroscyphus polyblepharis
Heteroscyphus polyblepharis là một loài rêu tản trong họ Geocalycaceae. Loài này được (Spruce) Schiffner miêu tả khoa học lần đầu tiên năm 1910.